# Монье, Жозеф
Жозеф Монье (фр. Joseph Monier, 8 ноября 1823, Saint-Quentin de poterie, Франция — 12 марта 1906, Париж) — "отец железобетона", французский садовник, один из изобретателей железобетона. 
Жозеф Монье работал садовником. C 1861 года он искал методы, как делать садовые кадки более прочными. Обычные горшки и бочки из глины были слишком тяжёлыми и хрупкими. Деревянные были недолговечными. Особо проблематичными были кадки для пальм, сильные корни которых легко разламывали любой материал. Сначала он создал опалубку (вставил одну бочку во вторую с бо́льшим диаметром), затем залил промежуток цементным раствором. Так как и эти бочки были ещё слишком хрупкими, он вставил бочку в каркас из железной проволоки. Для красоты он замазал каркас цементным раствором. После затвердения получилась кадка удивительной прочности.
16 июля 1867 года он получил патент на свою укреплённую садовую кадку. Он продолжал свои эксперименты и получил ряд патентов в смежных областях: укреплённые железом цементные трубы и бассейны (1868), железоцементные панели для фасадов домов (1869), мосты из железоцемента (1873), железобетонные балки (1878).
В 1886 году германский инженер Гюстав Вайс (Gustav Adolf Wayss, 1851—1917) купил патент Монье и усовершенствовал принцип железобетона. Его исследования и основание строительной фирмы Wayss & Freytag привели к распространению идеи Монье по всему миру.